# John Porter Hatch
John Porter Hatch (Oswego, New York, 9 januari 1822 - New York, 12 april 1901) was tijdens de Amerikaanse Burgeroorlog een generaal in het leger van de Verenigde Staten van Amerika.
Hatch studeerde in 1845 af aan de Militaire academie van West Point en vocht tijdens de Mexicaans-Amerikaanse Oorlog van 1846-1848. Hierna diende hij in grensposten in de latere staat New Mexico.
Na het uitbreken van de Burgeroorlog in 1861 werd Hatch overgeplaatst en werd hij bevorderd tot brigadier-generaal. Hij vocht in verschillende slagen, onder andere als brigadecommandant in de Tweede Slag bij Bull Run in 1862. Hij geraakte er gewond, maar herstelde volledig. Daarna streed hij in de staat Maryland, maar geraakte ook daar gewond en was buiten strijd tot 1863. Daarna was hij commandant van eenheden in Zuidelijke staten zoals Georgia en South Carolina en was in 1865 betrokken bij de inname van havenstad Charleston. 
Na de oorlog kreeg Hatch de rang van majoor en later kolonel. Hij vocht in verschillende Indianenoorlogen. In 1886 vestigde hij zich in New York, waar hij in 1901 overleed. Hatch kreeg in 1893 de Medal of Honor voor zijn inzet tijdens de Burgeroorlog.

## Militaire loopbaan
- Cadet: 1 juli 1840[1]
- Brevet Second Lieutenant: 1 juli 1845[1]
- Brevet First Lieutenant: 13 september 1847[1]
- Brevet Captain:[1]
- Captain: oktober 1860[1]
- Brigadier General of volunteers: 28 september 1861[1]
- Brevet Major General of Volunteers:[1]
- Lieutenant Colonel: 1873[1]
- Colonel:  juni 1881[1]